# Station Des Sources
La station Des Sources est une future station du Réseau express métropolitain située dans la ville de Pointe-Claire au Québec.
La station est située à l’intérieur du quadrilatère formé par l’autoroute 40, les boulevards des Sources et Hymus, et l’avenue Delmar. L’accès principal de la station est situé sur le boulevard des Sources.